# Polabec
Polabec je část města Poděbrady v okrese Nymburk. Leží asi 1 km na západ od centra Poděbrad na protějším, levém břehu Labe. Je zde evidováno 197 adres.
Polabec je také název katastrálního území o rozloze 2,56 km².

## Historie
První písemná zmínka o vsi pochází z roku 1345. Je to původně rybářská vesnice (název odvozen od dřívějšího názvu Podlabec, tj. ves lidí žijících pod Labem; na mapách ze 16. až 17. století byl uváděn název Powlatz), v minulosti někdy také nazývaná Stuchlina, která se rozkládala na obou březích tehdejšího toku řeky Labe, které teklo přibližně přes oblast dnešního Jezera, přes Oboru, lesíkem Olšky na jižním okraji ulice Růžová, dále po západní straně ulice Jabloňová, to jest podél celé návsi až ke stavidlu a dále do starého ramene Labe jménem Staré Labe nebo jinak Starák. V roce 1914 italští vojáci (někteří z nich jsou pohřbeni na hřbitově v Kluku) zavezli staré řečiště na celé návsi, byla ponechána jen dvě malá jezírka – obě jménem Louže (další jezírko jménem Haltýř je na soukromém pozemku na severním okraji Polabce). Počátkem 60. let 20. století bylo zavezeno i to severovýchodnější z nich, u druhého byly zpevněny břehy obložením žulovými kameny, zpevněnými betonem a bylo určeno jako nádrž pro hasiče.
Dnes již neexistující dům čp. 1 (u můstku přes Potůček) byl postaven z kamene někdy kolem roku 1700. V roce 1961 byla vyasfaltována silnice z Přední Lhoty přes dnešní Jabloňovou ulici přes mostek přes Potůček (na současných mapách označován jako „Sokolečská strouha“) na hlavní silnici Praha – Poděbrady – Hradec Králové. Do druhé poloviny 60. let 20. století zde byl hostinec (v prostorách jeho bývalého společenského sálu je dnes prodejna smíšeného zboží), požární zbrojnice (naproti ní byl do počátku 60. let 20. století „krámek“ – prodejna smíšeného zboží); na jejím místě byl později zřízen kulturní dům, ve kterém působila také hudební skupina Iras, později hospoda „U Chemika“), v jeho sousedství je mateřská škola. V roce 1953 zde bylo založeno Jednotné zemědělské družstvo, jeho předsedou byl Karel Sedláček. Později bylo družstvo sloučeno se sousedními v Přední Lhotě a v Pískové Lhotě, dále byly připojeny ještě Chvalovice. V Polabci je mateřská škola, pekárna a opravna jízdních kol. V Polabci poměrně často působily škody povodně z rozvodněného Labe. Nyní před povodněmi Polabec chrání dlouhý protipovodňový val.

## Galerie

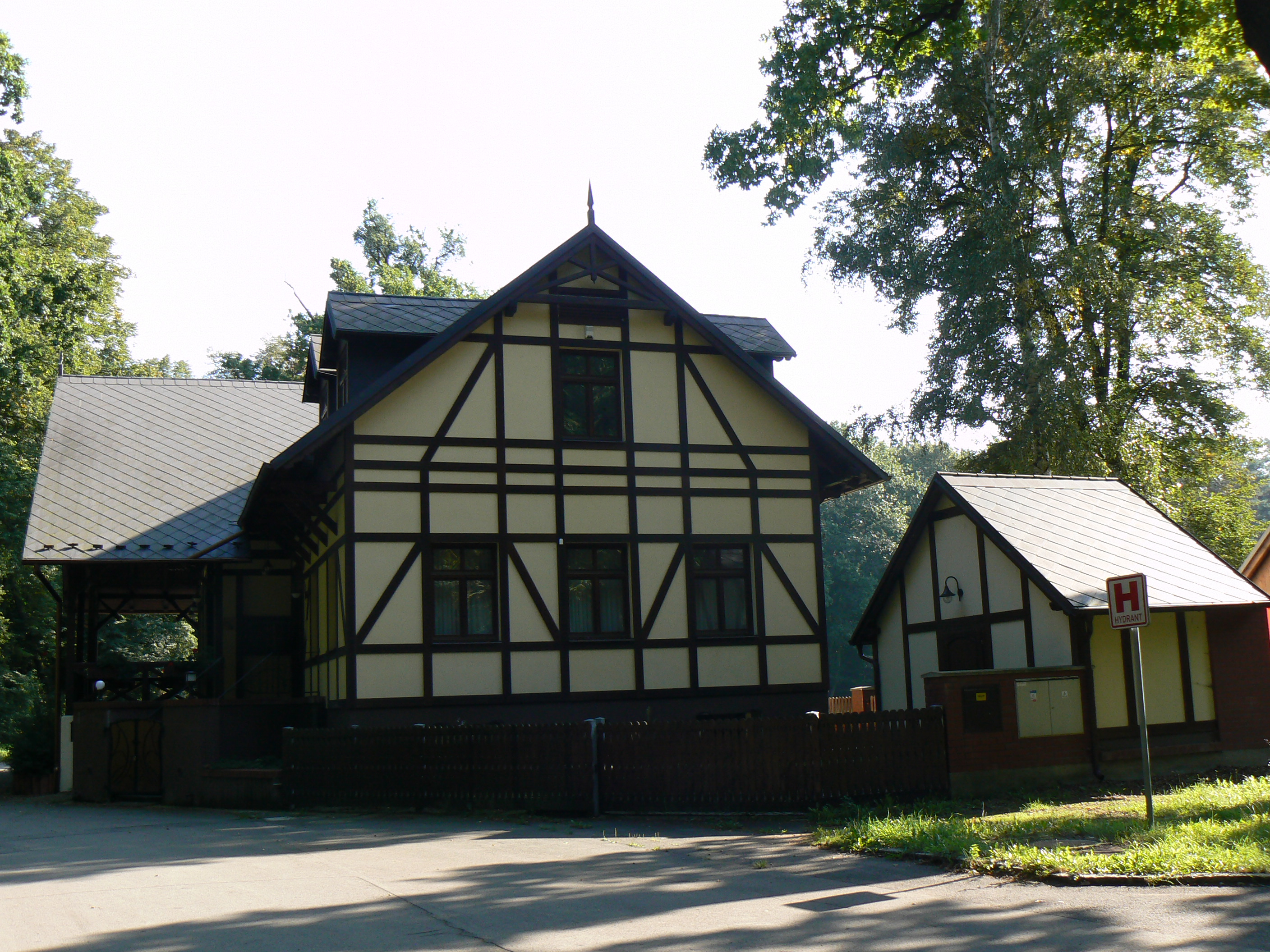
Hostinec v Oboře
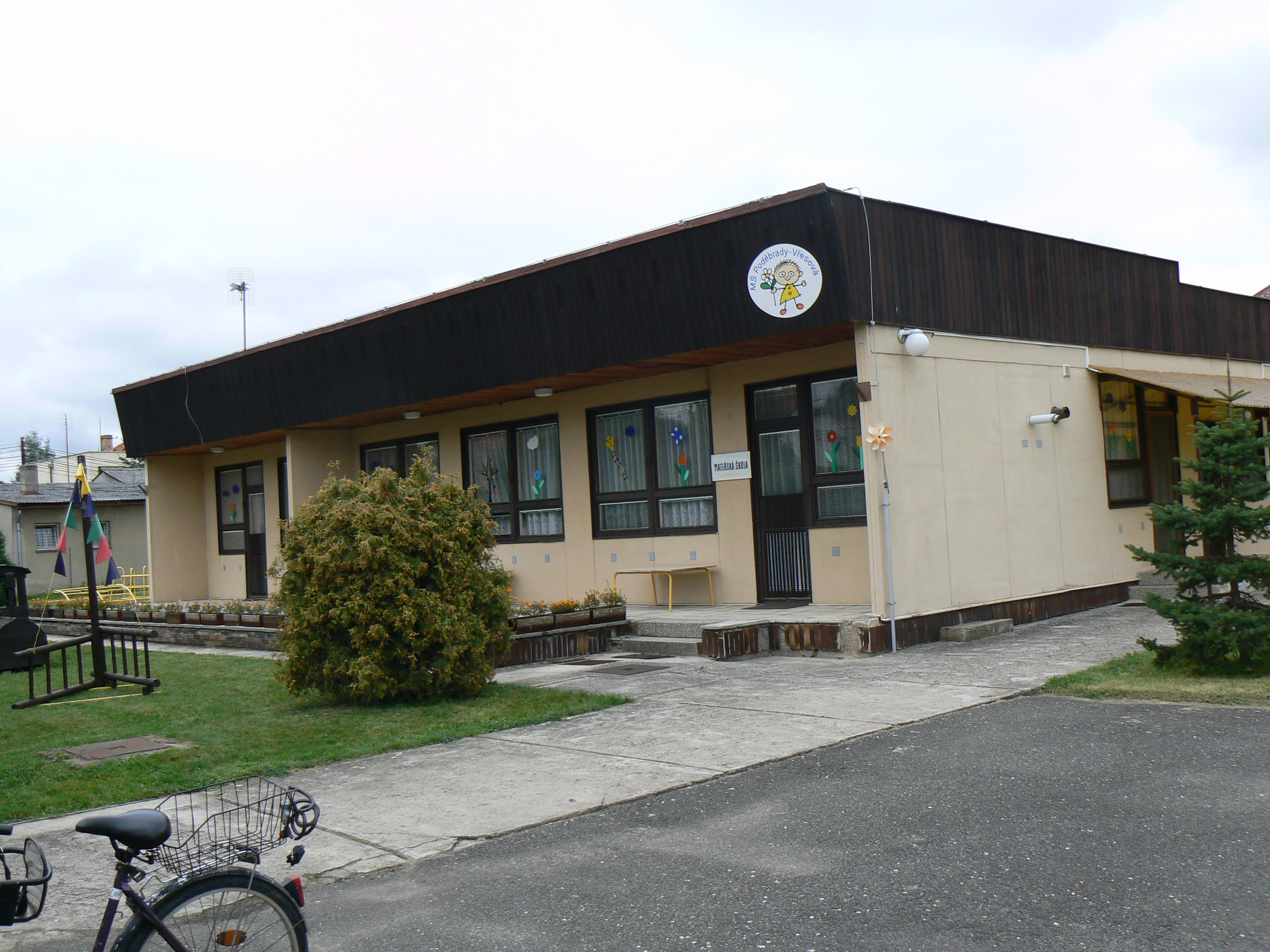
Mateřská škola v Polabci
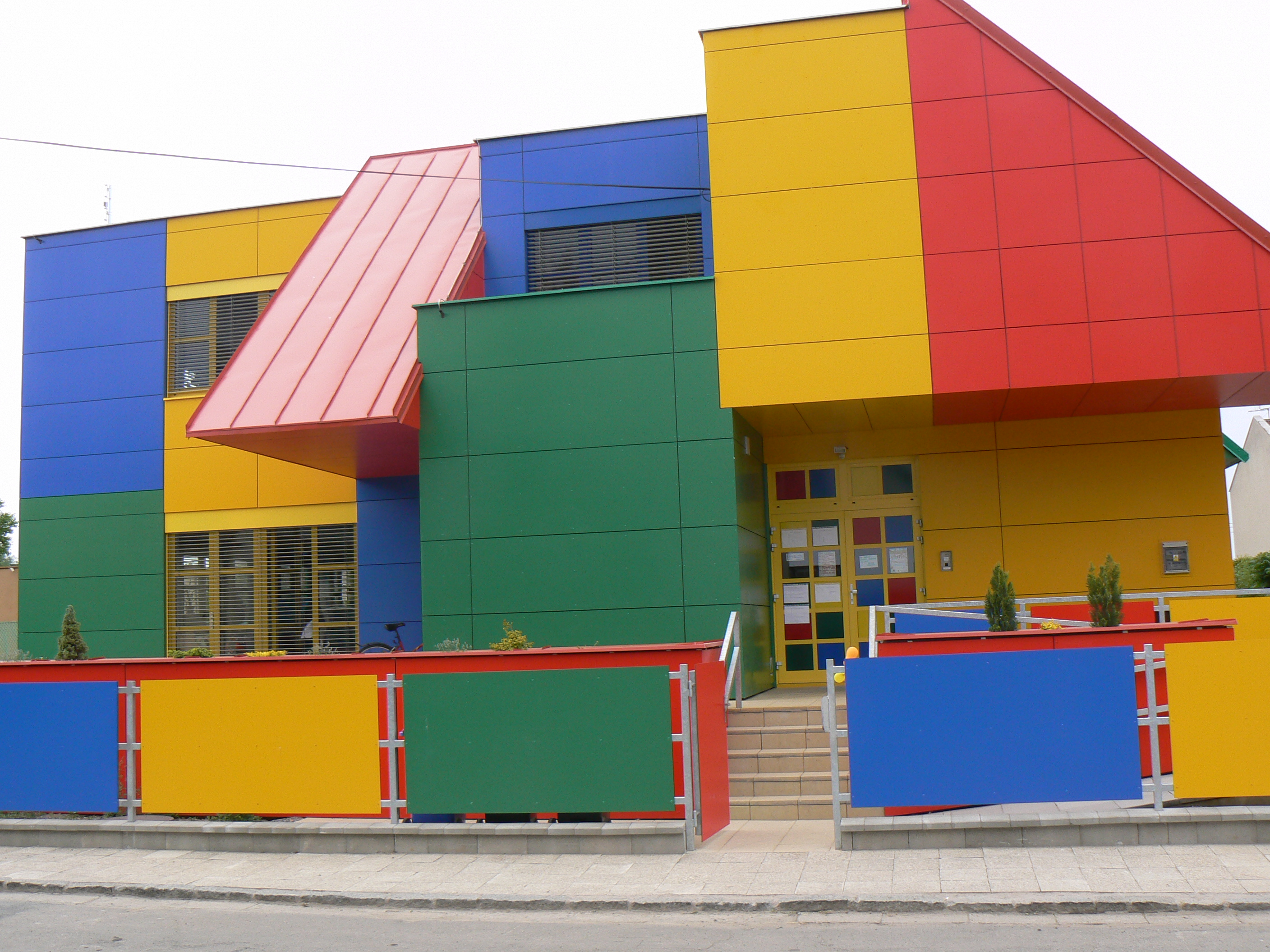
Nová mateřská škola
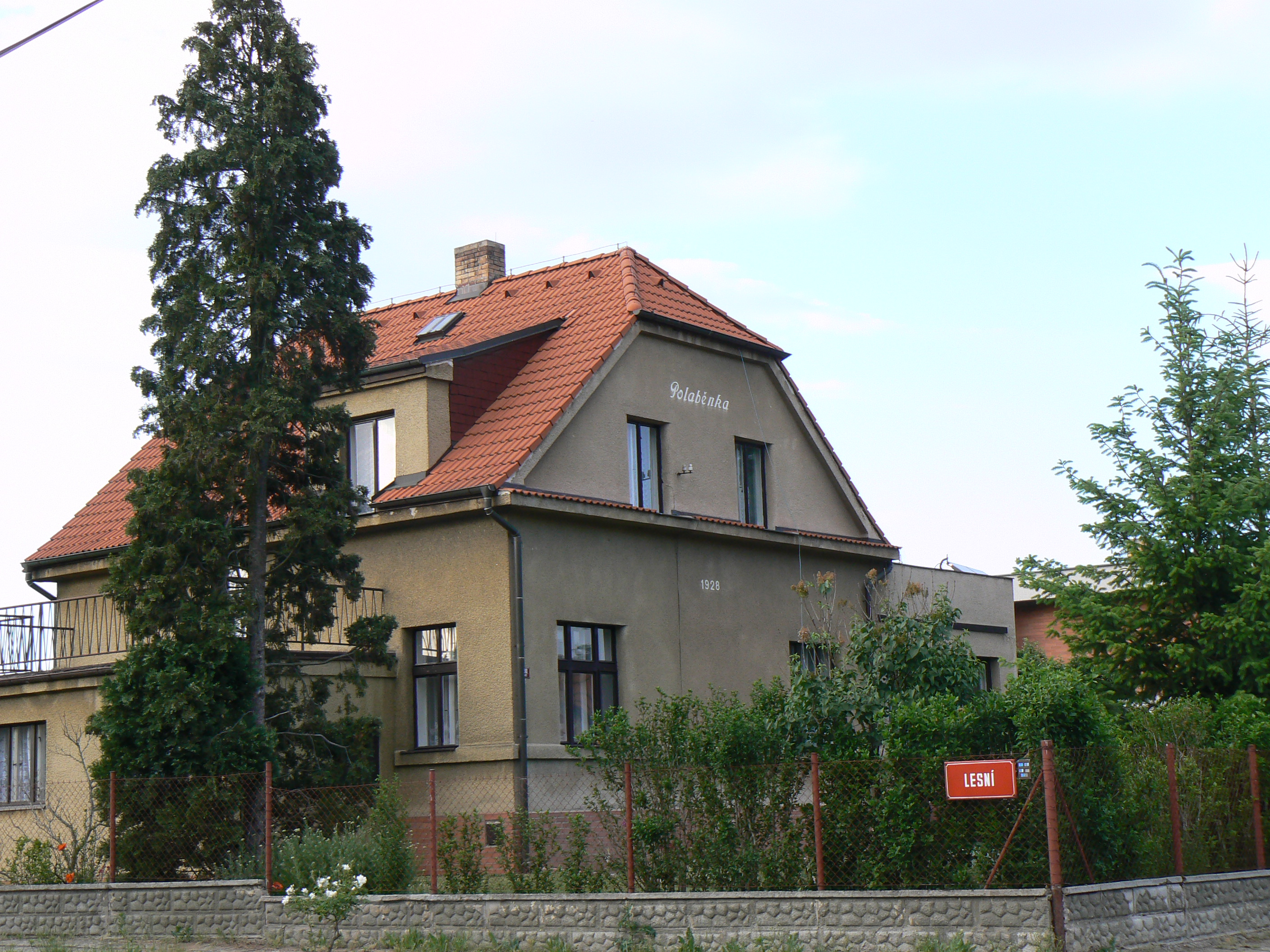
Vila Polaběnka postavená roku 1928 - zadavatel Josef Králík
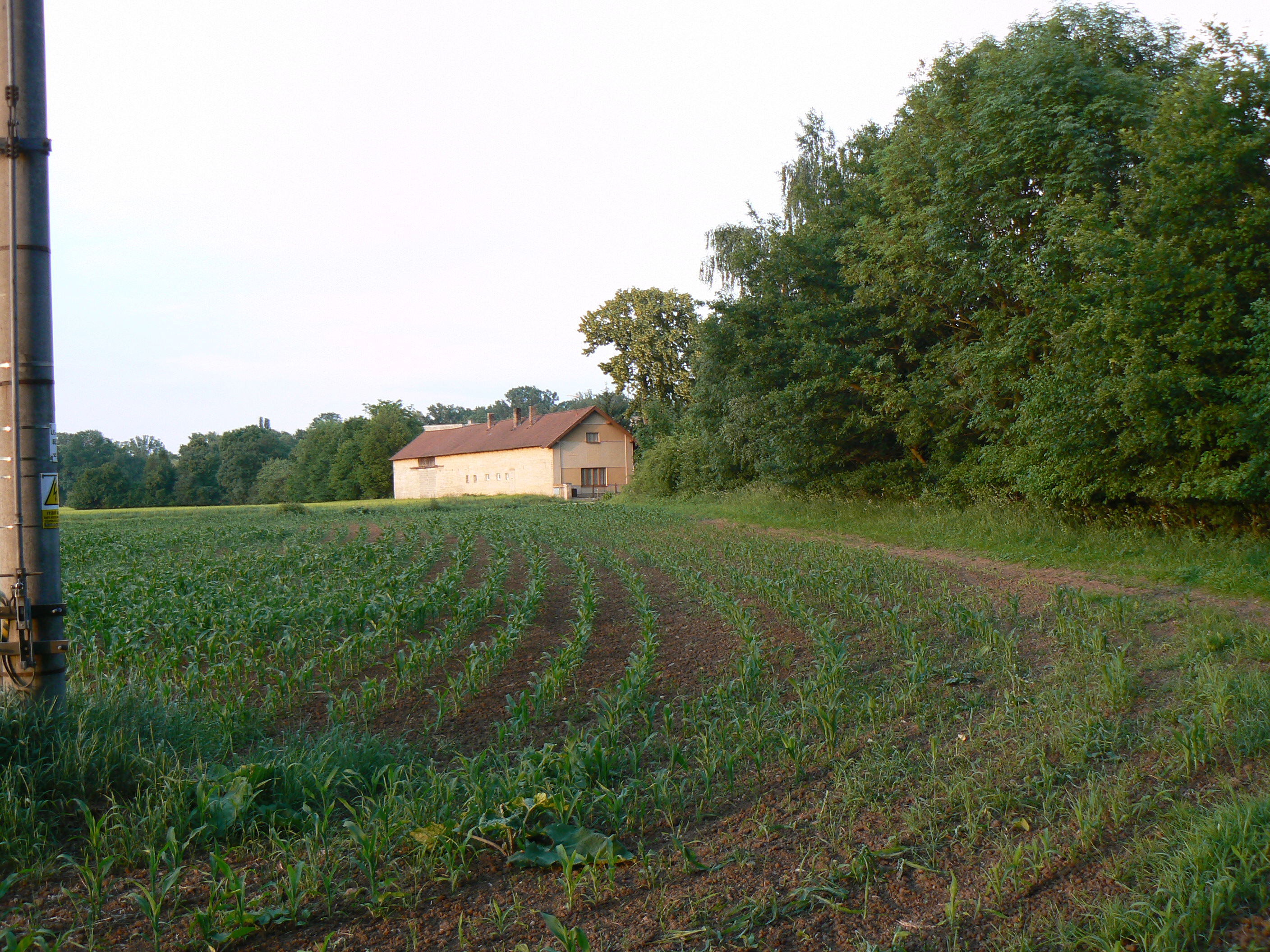
Hořátevská cesta za humny, nyní zaoraná
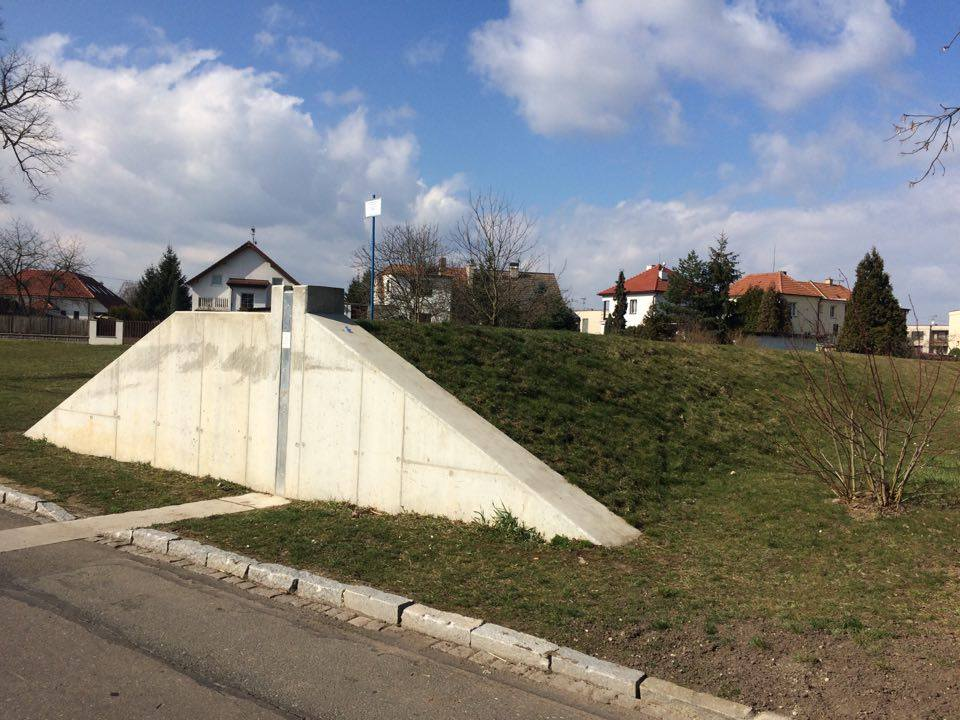
Protipovodňová hráz napříč Růžovou ulicí